# 惠和麗妃陳氏
惠和麗妃，亦稱為陳麗妃（？—1500年7月17日） ，名不詳，明朝明英宗朱祁鎮之麗妃。

## 生平
陳氏的出生及入宮時間均待考，目前僅知她生前已被稱為「妃」，但無封號。天順八年正月十六日（1464年2月22日），明英宗病重，召皇太子朱見深及太監牛玉等人到病榻前，囑咐他們說殉葬不是古禮，仁者不忍，所以眾妃不必殉葬，並且吩咐他們要挑選好地方建造陵寢，錢皇后壽終之後與他合葬，貞順懿恭惠妃劉氏的墳墓亦需遷來，以後諸妃依次祔葬。翌日，明英宗駕崩，陳氏等明英宗遺孀開始守寡生活，不需要殉葬。弘治十三年六月二十二日（1500年7月17日），「英廟妃陳氏」薨逝，明英宗的孫子明孝宗朱祐樘輟朝一日，命喪葬禮儀依照恭妃劉氏之例辦理。綜合《明孝宗敬皇帝實錄》的記載，陳麗妃與弘治十三年二月去世的劉恭妃、弘治十六年七月去世的余充妃、弘治十七年五月去世的張成妃，皆是參照弘治四年十二月黃懿妃之例辦理喪葬禮儀，即是「喪儀從簡」，其餘禮儀按照楊安妃等人之例辦理。弘治十六年七月二十三日，英廟妃余氏薨逝時，明孝宗輟朝一日，追贈她為僖恪充妃，並且下旨其喪葬禮儀「如惠和麗妃例行」。由此可知，陳氏去世後被追贈為麗妃，並有二字謚號「惠和」，稱為惠和麗妃。